# Corinna botucatensis
Corinna botucatensis är en spindelart som först beskrevs av Eugen von Keyserling 1891.  Corinna botucatensis ingår i släktet Corinna och familjen flinkspindlar. Inga underarter finns listade i Catalogue of Life.